# Santo Spirito (Bari)
Santo Spirito, conosciuto anche come Santo Spirito - Catino - San Pio, è un quartiere di Bari. Insieme a Palese Macchie fa parte del municipio V del capoluogo.

## Geografia fisica
Il quartiere sorge all'estrema punta nord del capoluogo, 11 km a nord-ovest del centro.
Confina:
- a nord con la costa Adriatica;
- a est col quartiere di Palese Macchie;
- a sud-ovest con il comune di Bitonto;
- a ovest con il comune di Giovinazzo.

Il nucleo principale di Santo Spirito costituisce geograficamente lo sbocco sul mare di Bitonto e delle sue lame minori, come testimonia il toponimo di "Catino" che designava un'area paludosa e dove oggi sorge un quartiere soggetto a frequentissimi allagamenti a causa degli apporti meteorici provenienti dall'interno, e quindi dalla murgia bitontina, ed a cui la particolare conformazione geologica degli strati delle bancate calcaree in quella zona non consente di avere libero sfogo verso il mare.

## Storia e peculiarità
Si crede che il suo litorale, fin da tempi remoti sia stato usato come porto, per la facilità di attracco per le imbarcazioni (la riva è discretamente favorevole a tale uso).
Tale ipotesi è accreditata dal recente ritrovamento, sul fondale poco al largo della baia, dei resti di una piccola nave da trasporto romana e di anfore databili tra il II secolo a.C. ed il I d.C..
Lo storico Vito A. Melchiorre scrisse che la più antica citazione del luogo è quella del geografo arabo Al Edrisi (1099-1164), in un trattato di geografia scritto per il re normanno Ruggero II di Sicilia, mentre in un contratto agrario del 1261 viene citata come "locus Sancti Spiriti". 
Vi sono testimonianze, in particolare raccolte dal compianto prof. Lozito, che Santo Spirito sia stato luogo di breve sosta di San Francesco nel suo peregrinare per le terre d'Italia e soprattutto come scalo intermedio per il suo viaggio in Terra santa. A memoria di tale evento, da lungo tempo è presente, al centro della fontana della piccola area verde prospiciente il porto, una bella statua bronzea del Santo (nell'atto di far bere dalle sue mani leggiadre colombe).
La località fu fortemente contesa tra i comuni di Bari e Bitonto, dal XIII al XVI secolo in quanto Bari, città marinara e commerciale voleva servirsene per espandere la sua influenza verso Nord (Santo Spirito si trovava infatti sulla via marittima tra Bari e Barletta) e Bitonto non voleva rinunciare ad un prestigioso sbocco sul mare (giacché di fatto, Santo Spirito è proprio lo sbocco a mare naturale di Bitonto, che se ne sentiva quindi privata). Ciò portò alla delimitazione dei confini una prima volta nel 1265, con lapides finales ed una seconda volta nel 1585 (per ordine dei regnanti Aragonesi) con cinque "titoli" (quattro di questi sono tuttora visibili), che sostituirono le lapidi precedenti. Queste delimitazioni riconoscevano l'appartenenza di S. Sp. a Bitonto ed il restante territorio ad est di via Candela (le attuali vie Titolo, Capitaneo e Brengola in Palese) parte del comune barese. Quindi per molti secoli la località fu marina e porto commerciale di Bitonto (cioè sua frazione) e a questo status deve il suo iniziale sviluppo urbano. Non essendo il fondale della baia santospiritese abbastanza profondo, Bitonto non poté che limitarsi ad utilizzarlo come porto peschereccio e turistico (o comunque per imbarcazioni di media o piccola stazza).In questi stessi secoli e soprattutto nel XIX, diversi ricchi bitontini usavano costruirvisi ville da abitare d'estate, la maggior parte di queste ville si trovano in Corso Umberto I.
L'annessione di Santo Spirito a Bari, come sua frazione, s'ebbe nel settembre 1928 (durante il regime fascista), per volontà dell'allora Sottosegretario al Ministero dei lavori pubblici Araldo di Crollalanza. Ne divenne quartiere nel 1970. Nel 1979, unita a Catino e San Pio -ex Enziteto- (quartieri edificati negli anni 70-80 del XX secolo) ed alla vicina Palese, formava la I Circoscrizione del Comune di Bari.
Il nucleo originario del paese è quello prospiciente al porto ed al lungomare, conosciuto dai santospiritesi come “Marineria” e databile presumibilmente tra la fine del XVI ed il XIX secolo; perlopiù case di pescatori. A questo nucleo s'aggiunse poi, nei secoli successivi quello lungo via Napoli (già via Bari-Giovinazzo) e le case lungo le vie conte Mossa e corso Garibaldi (probabilmente databili ai secoli XIX-inizi XX). Via Napoli un tempo importantissima via di comunicazione (che, attraverso l'abitato di Santo Spirito e dell'attigua Palese si collegava, prima delle modifiche degli anni settanta, direttamente a Bari, in corrispondenza di Piazza Massari e del Castello Svevo) conserva tale nome in quanto portava proprio alla capitale del Regno delle due Sicilie (quando non esistevano ancora le autostrade e si dovevano attraversare tutti i centri urbani lungo il percorso). Nel suo “Bitonto nella storia”, lo storico bitontino Luigi Sylos racconta che nei secoli passati, una certa “via Catina” (forse corrispondente all'odierna "strada Catino", che s'innesta in via c. Mossa) collegava Bitonto alla sua marina, prima che venisse costruita la strada Bitonto-Santo Spirito. Poi nel 1860, la costruzione della linea ferroviaria adriatica più a sud di via Napoli delimitò e delimita tuttora l'abitato. Nel secondo dopoguerra le moderne lottizzazioni (e quindi le costruzioni di nuovi edifici) occupano tutti i posti rimasti liberi nel centro (che è compreso tra le vie Bonavoglia e Lippolis a est e De Pascale e Malta ad ovest) mentre ancora ad est verso Palese ed ovest verso Giovinazzo si sviluppano, sparsi nel verde, moderne ville o complessi residenziali (più condominiali verso Palese, a carattere di residence di ville sulla vecchia Statale 16 verso Giovinazzo).

Sempre nel secondo dopoguerra (anni 70-80) vengono costruiti i quartieri Catino, a sud della ferrovia ed ancora a sud della Strada Statale 16, proprio nei pressi della SP Bit.-S. Sp., Enziteto – recentemente ribattezzata San Pio in onore al Santo Pio da Pietrelcina. 

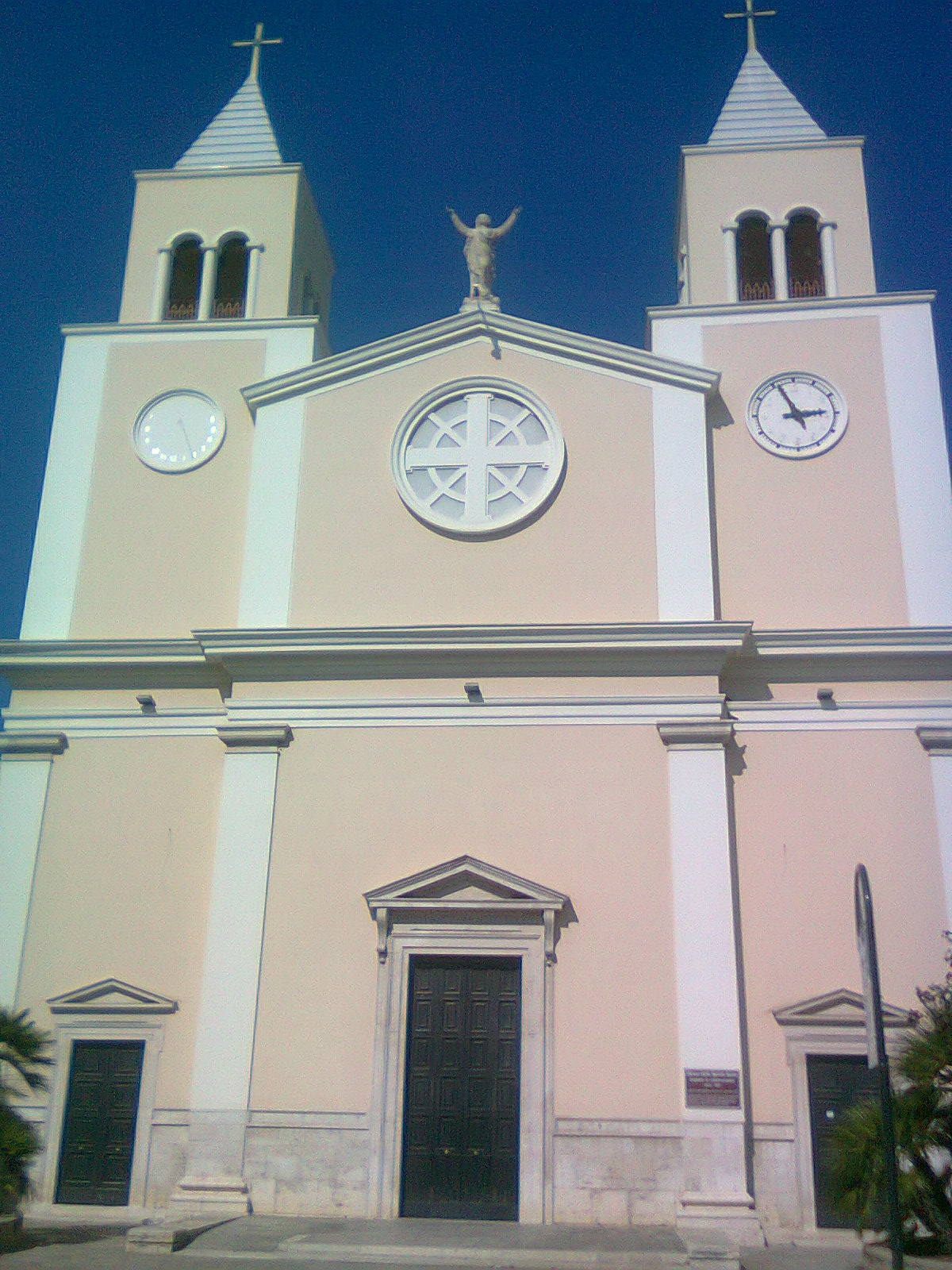
Chiesa dello Spirito Santo: la facciata principale

Questi sono quartieri progettati nell'ambito dell'edilizia economica e popolare. Soprattutto San Pio è stato, negli anni novanta, tristemente noto come una delle peggiori zone della periferia barese a causa della delinquenza diffusa (spaccio, rapine e furti in casa) ed era considerato un ghetto della malavita organizzata. Da qualche anno le condizioni sono migliorate grazie all'attività congiunta di istituzioni comunali, forze dell'ordine e della parrocchia. Il cambio del nome del quartiere e dei nomi delle vie, frutto dell'impegno congiunto di scuola, comitato cittadino e parrocchia, è solo una delle tante iniziative per rivalutare il quartiere.
Santo Spirito, in maniera simile a Palese (facente parte dello stesso Municipio), ha incrementato notevolmente la popolazione residente negli ultimi decenni, accanto alla crescita della popolazione non residente ma che vi si insedia nei mesi estivi.
Eccetto che per Catino ed Enziteto, l'abitato appare dall'alto come schiacciato ed allungato lungo l'asse di via Napoli, che ne costituisce una via principale assieme al lungomare, quasi parallelo. Le altre vie principali, trasversali a via Napoli sono (in ordine da ovest ad est) le vie Mossa e Garibaldi (entrambe portano alla stazione ferroviaria) ed Umberto I (che si prolunga poi nella provinciale B.-S. Sp.).
Conserva la settecentesca chiesa dello "Spirito Santo"(fino al 1982 dipendente dalla Diocesi di Bitonto, successivamente accorpata all'Arcidiocesi di Bari-Bitonto), ristrutturata e allargata alla fine degli anni cinquanta sotto il lungo sacerdozio del bitontino mons. Leonardo Piglionica. Nel suo aspetto attuale presenta due torrini campanari gemelli che ne caratterizzano le forme ed il profilo urbano, stagliandosi verso l'alto nello skyline dell'abitato.
Caratteristica è anche la originale meridiana che orna la facciata sud della chiesa.
Vi sono ancora le ville ottocentesche delle famiglie alto-borghesi soprattutto bitontine, molte delle quali opere dell'architetto Castellucci (tra le quali ricordiamo Villa Cioffrese e v. Gentile del feudo Torricella -oggi Messeni- sulla provinciale B.-S. Sp.), che in maggior numero andarono a puntellare il percorso di via Napoli.
Fino a circa un decennio fa era ancora visibile il tracciato, con tanto di rotaie, della ferrovia a binario unico e a scartamento ridotto che collegava direttamente Bitonto con il mare.
Molto gradevole è poi la passeggiata del lungomare, che da quasi al confine con Giovinazzo raggiunge Palese.
Molto sentite sono nel quartiere le feste religiose o gastronomiche, come la Sagra del pesce fritto, che si tiene ad agosto in un giorno che cambia ogni anno e la festa della Madonna. A Catino si svolge la tradizionale festa del patrono San Nicola, con il relativo corteo storico. La festa dura tre giorni: nel primo si svolge il corteo storico, nel secondo giorno ci sono le bancarelle, il terzo giorno la sagra della sgagliozza, con i fuochi d'artificio.
Santo Spirito è indicata sulla cartina della Puglia che si trova nella "Galleria delle carte geografiche" presso i Musei Vaticani a Roma.

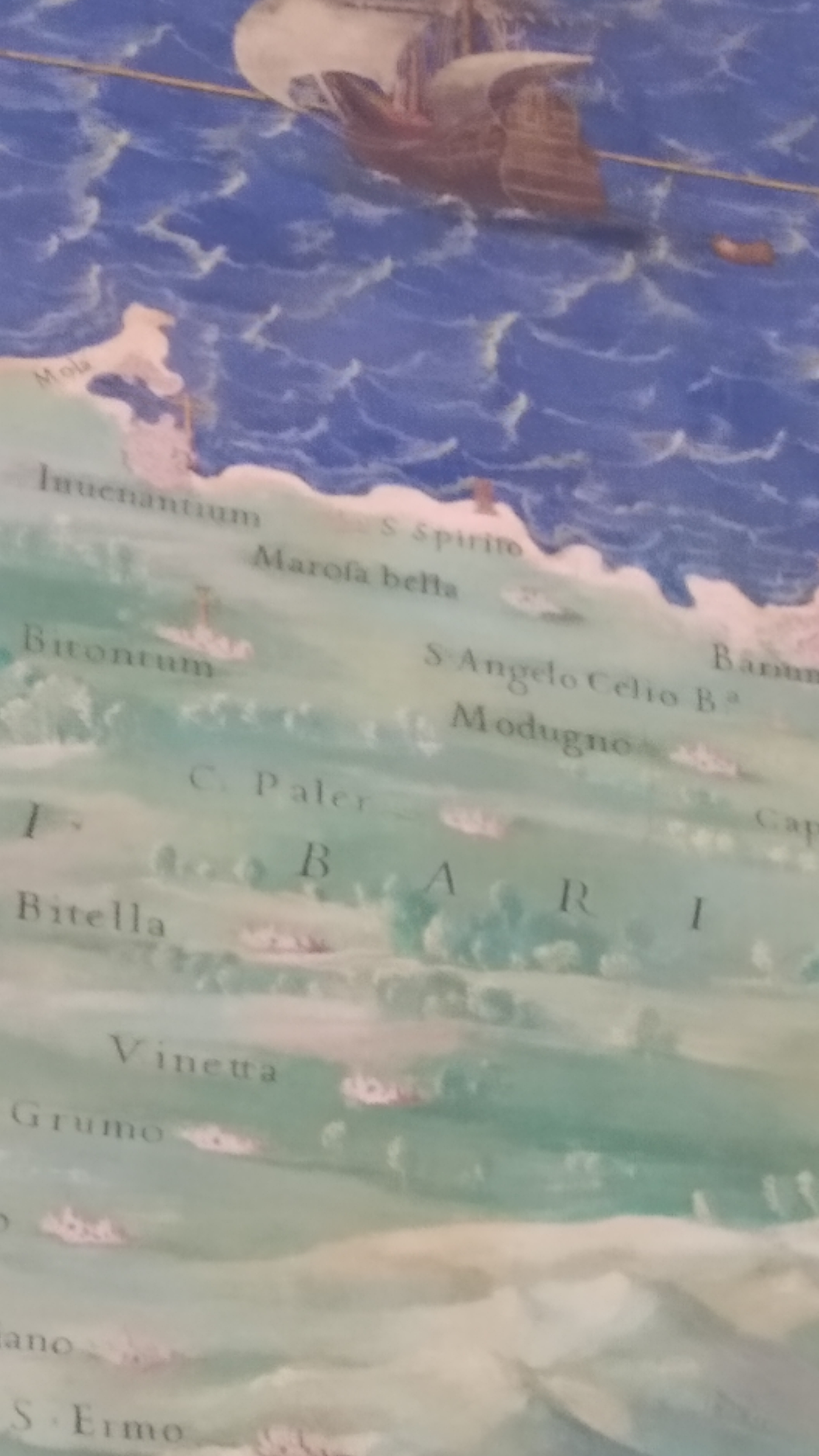
Cartina della Puglia, Musei Vaticani

## Sport
La squadra di calcio di Santo Spirito disputó il campionato di Prima Divisione nel 1945-1946 .
Dopo quella esperienza isolata, Santo Spirito ebbe negli anni settanta e ottanta un certo rilievo nel calcio dilettantistico giovanile barese. Nel 1974, si costituì una nuova società, denominata Associazione Sportiva Calcio (ASC) Santo Spirito, con presidente Carlo Favia. I colori sociali erano il giallo e il nero. In due anni la squadra riuscí a passare dalla Terza alla Prima Categoria, vincendo due campionati. L'ASC Santo Spirito (ora non più esistente) disputò cinque stagioni consecutive, dal 1985-'86 al 1989-'90, nel campionato di Promozione, che all'epoca corrispondeva all'attuale Eccellenza (il massimo livello del calcio regionale) . 
Le partite si disputarono al campo di calcio di Palese (attuale Campo di Calcio "Gioacchino Lovero") fino a metá anni '80, quando fu costruito lo stadio di Enziteto (oggi denominato Complesso sportivo di San Pio), con una capienza di circa 860 spettatori . 
La squadra, guidata da mister Picci, giocava un calcio molto divertente e offensivo (con il trio d'attacco Novembrini-Piscitelli-De Nicoló e Magenta alla regia), attirando un pubblico sempre numeroso. In quegli anni, l'ASC Santo Spirito si confrontó con squadre provenienti da città ben più grandi e popolose, come Molfetta, Bitonto e Altamura, riuscendo, nonostante le risorse limitate, a competere con grande tenacia. Nel campionato di Promozione il Santo Spirito ottenne quattro salvezze consecutive, prima di retrocedere al termine del campionato 1989-90. Negli anni successivi partecipó ai campionati di Prima, Seconda e Terza Categoria, fino a sciogliersi nella seconda metà degli anni '90. Da allora, nessuna società ha raccolto davvero il suo testimone .
Nel 1995 nacque la Wonderful Goal, ma la sua attività è sempre stata incentrata sul settore giovanile. Solo dal 2019 al 2023 ebbe una prima squadra fra Terza e Seconda Categoria, prima di tornare ad avere solo un settore giovanile .

### A.S.D. Ideale Bari Calcio

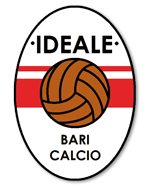
Il logo dell'Ideale Bari Calcio

Il 28 maggio 2012 è stata fondata la "A.S.D. Ideale Bari Calcio", che ha partecipato ai campionati UISP e nel 2013 si è iscritta al girone barese di Terza Categoria. Questa società, la cui squadra gioca e si allena al campo sportivo di San Pio, rivendica un richiamo ai valori originari del calcio e un'avversione al "Calcio moderno"; è inoltre impegnata in iniziative come quella che la vede affiliata alla Fondazione Gabriele Sandri, per eventi dedicati alla donazione di sangue ed è attiva nel sociale. Nella stagione agonistica 2024-2025 milita in Prima Categoria.

## Mezzi pubblici
È possibile raggiungere i quartieri Santo Spirito, Catino e San Pio con i seguenti mezzi pubblici:
- Linee di autobus dell'AMTAB: 1, 19, 33, 61;
- Treni regionali Trenitalia, stazione Bari Santo Spirito;
- Tangenziale di Bari SS 16, uscite Santo Spirito (Corso Umberto I, Via Napoli), Catino-San Pio.